# Мармароський заповідний масив
Мармаро́ський запові́дний маси́в — природоохоронна територія в Українських Карпатах. Розташований у південній частині Рахівського району Закарпатської області. У 1990 р. північно-західна частина Мармароського масиву площею 8990 га увійшла до складу Карпатського біосферного заповідника. Вона розміщена в межах висот 750—1940 м н. р. м..
Масив має давню історію заповідання. Ще у 1912—1914 рр. під охорону були взяті перші карпатські лісові резервати — ялицевий в урочищі Тиха у верхів'ї Ужа та смерековий на схилах Попа Івана Мармароського. На базі цих пралісів у 1968 р. був організований Карпатський державний заповідник (сьогодні Карпатський біосферний заповідник).
Входить до складу транскордонного природного об'єкта Бу́кові пра́ліси Карпа́т та інших регіонів Європи, з 78 окремих масивів, які розташовані на території 12 країн. Об'єкт Всесвітньої спадщини ЮНЕСКО. Лише тут найкраще зберігся неоціненний генофонд бука лісового (Fagus sylvatica) та ряду інших видів з його ареалу. Букові праліси Карпат є надзвичайно важливими для розуміння повної картини історії та еволюції роду бука (Fagus), який завдяки своїй поширеності у північній півкулі є глобально важливим. Бук є однією із найважливіших складових помірних широколистяних лісів, які колись займали 40 відсотків території Європи.

## Фізико-географічна характеристика

### Географічне розташування

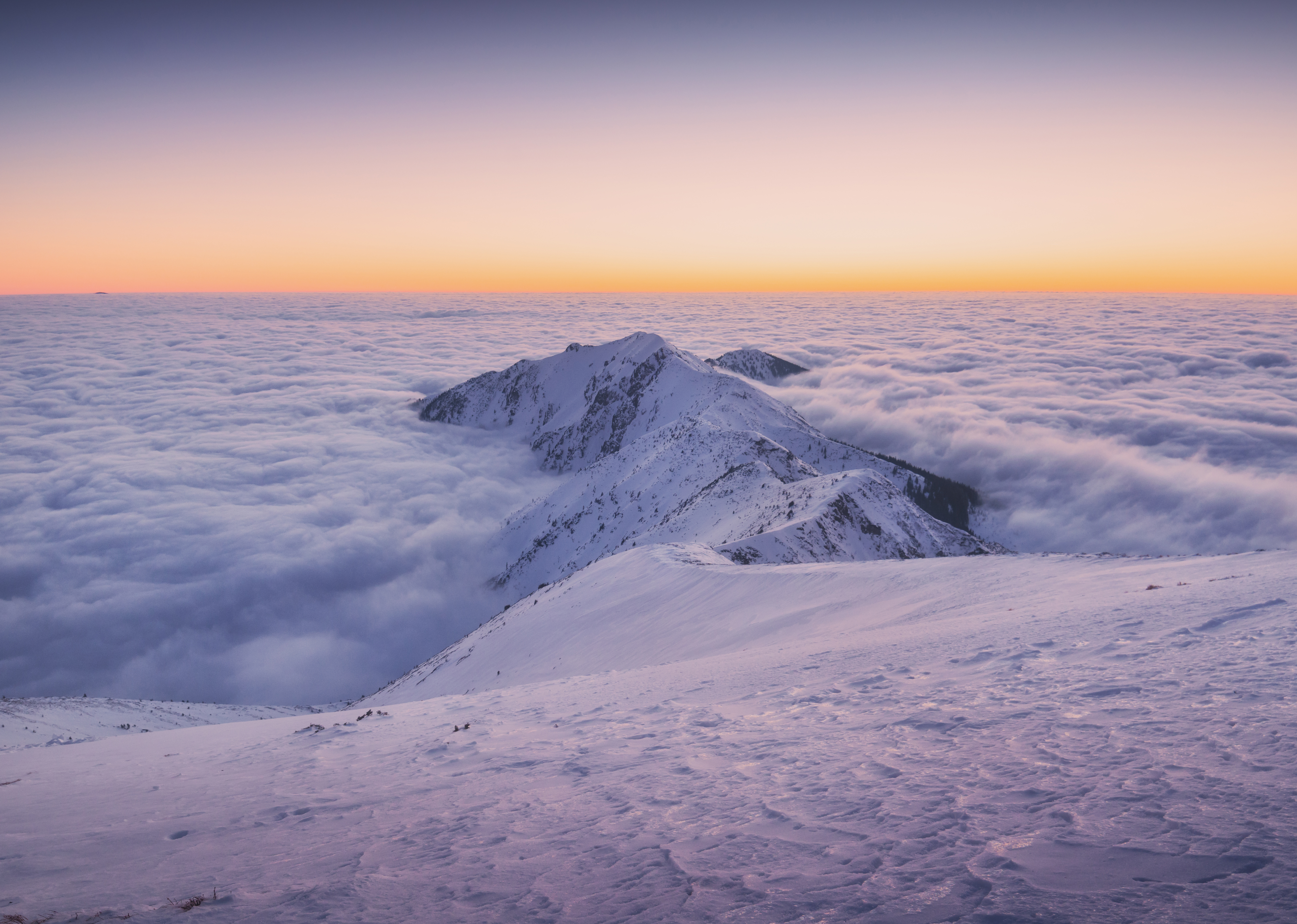
Зимові Мармароси

Мармароський гірський масив здебільшого розташований на території Румунії. В Україні Мармарос розташований в Івано-Франківській та Закарпатській областях і представлений Чивчинськими й Рахівськими горами (Гуцульські Альпи) в межах висот 320—1940 м н. р. м.
З північного сходу ця частина заповідника обмежена річкою Квасний, зі сходу і півдня — українсько-румунським кордоном. У межах заповідника лежать гори: Піп Іван Мармароський (1936 м), Петрос (П'єтросул) (1784 м), Берлебашка (1733 м), Жербан (1795 м) та інші.

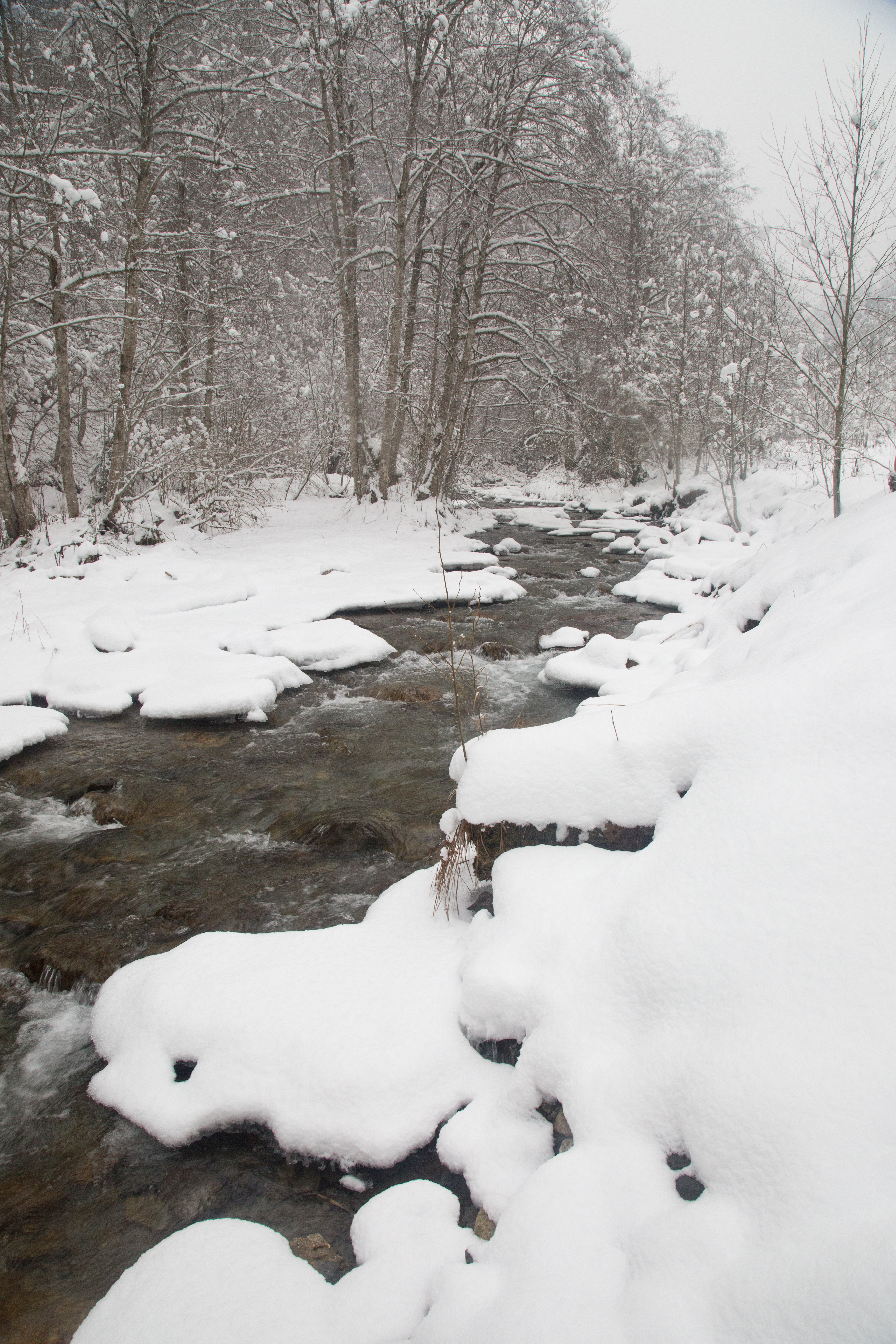
Потік Білий на території Мармароського заповідного масиву

В межах масиву розташовані басейни річок Білий і Квасний, які є, відповідно, притоками Тиси та Білої Тиси. Басейн Квасного відрізняється прохолодним і холодним вологим мікрокліматом. Басейну Білого властивий тепліший мікроклімат. У високогір'ях клімат холодний, вологий.
Найближчі населені пункти: с. Ділове, с. Богдан, місто Рахів.

### Рельєф та геологічна будова

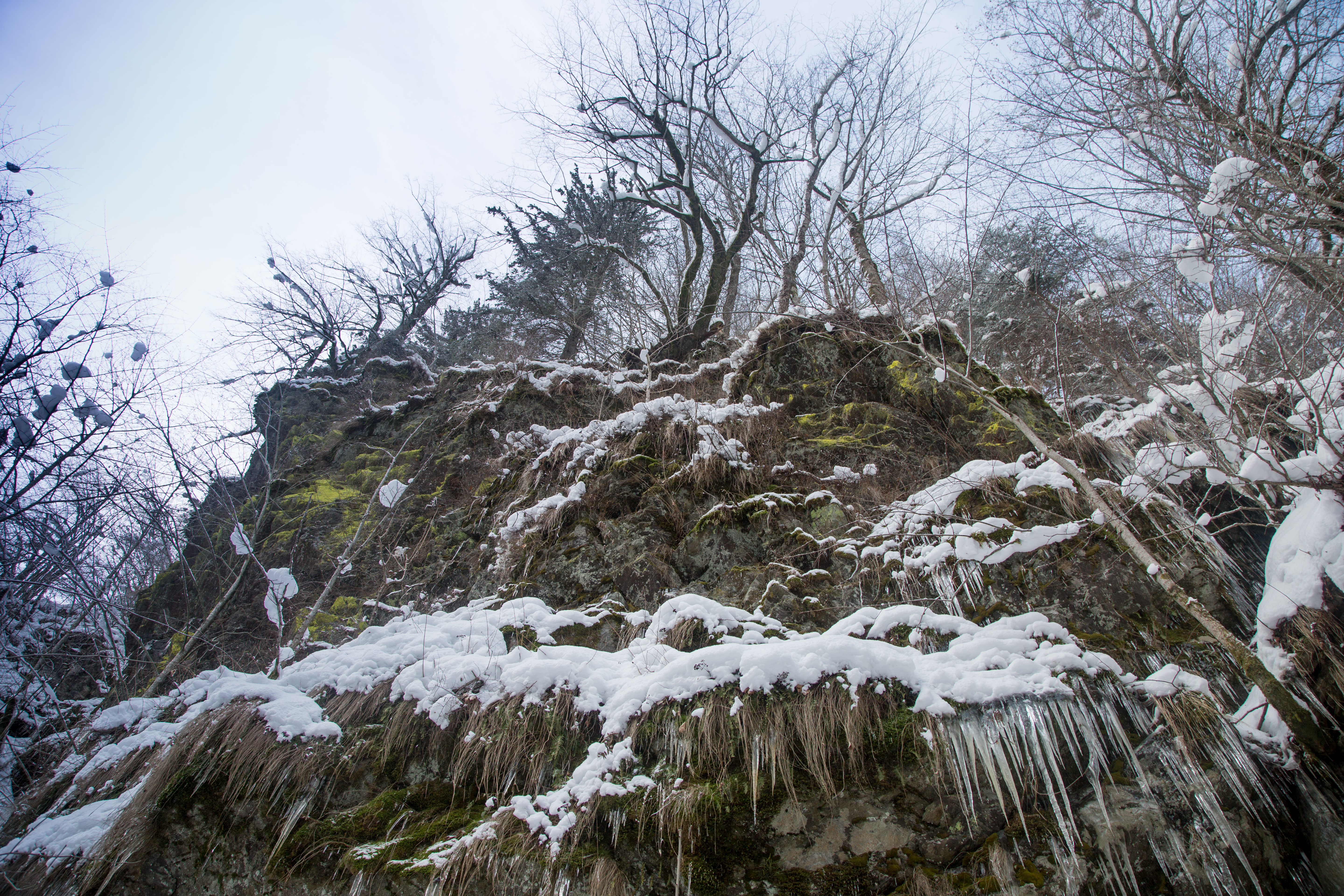
Виходи порід на території Мармароського заповідного масиву

Рельєфу властиві глибокі міжгірні долини, численні скелясті гребені та вершини. Також на території Мармарошу простежуються сліди кайнозойського зледеніння — льодовикові цирки. Сам масив складений твердими кристалічними породами — гнейсами, слюдяними й кварцовими сланцями, мармуроподібними вапняками юрського періоду, що обумовлює специфічні риси рельєфу, ґрунтового покриву, флори.
Гірські хребти карпатських вершин, витягнені із північного заходу на південний схід, простягаються у Румунію, а Мармароські гори витягнені із заходу на схід, різко розвертаються на південь, таким чином розвернені перпендикулярно до інших хребтів Українських Карпат. Особливістю Мармароського масиву є те, що ця гряда відмінна у своїй геології від решти Українських Карпат. Вчені проаналізувавши свої дослідження, виявили, що тут утворений відокремлений Мармароський кристалічний масив.

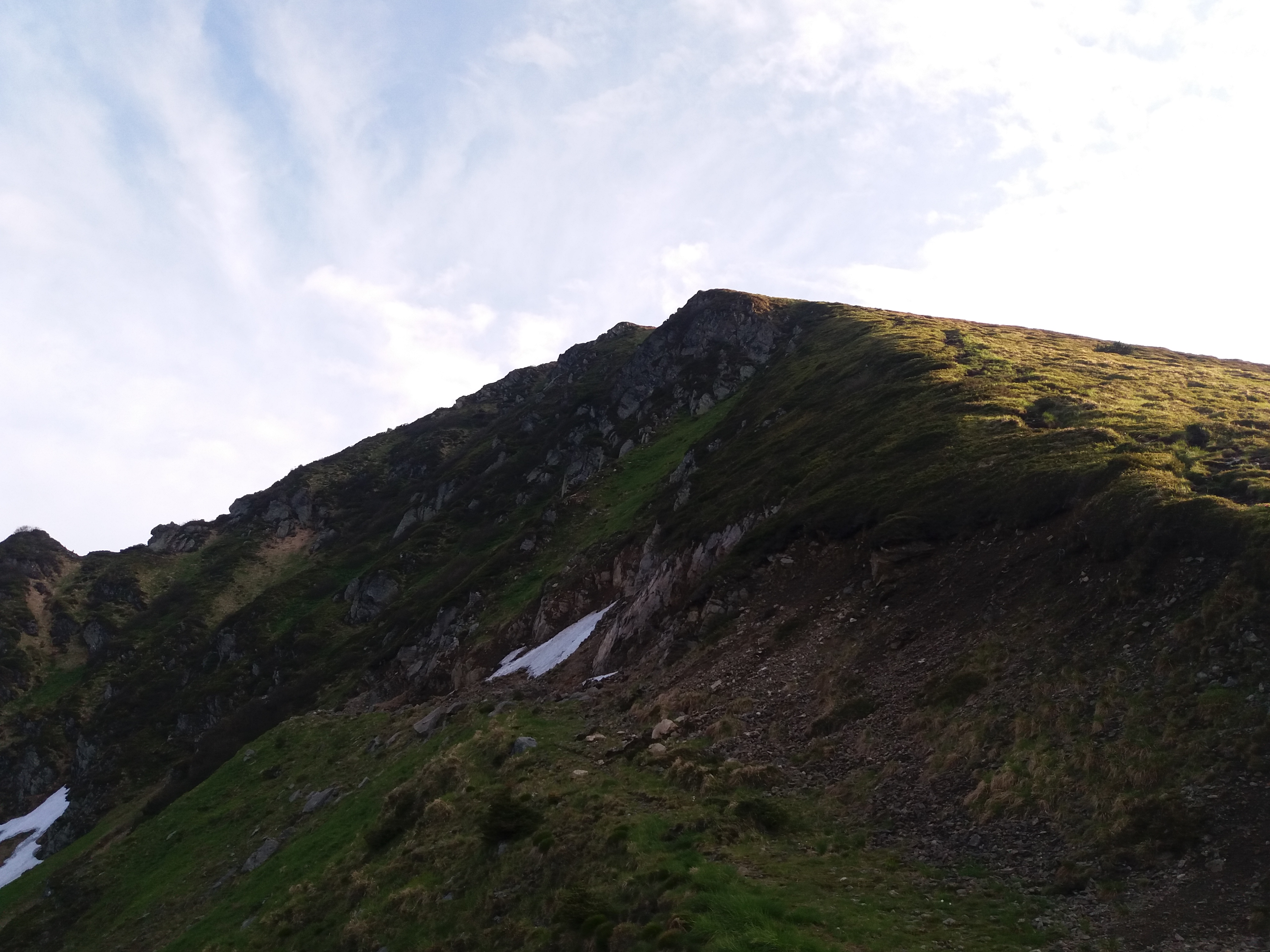
Скельні останці Мармарошу — зниклого океану Тетіс

Є дві гіпотези горотворення Мармароського кристалічного масиву.
1. Перша доводить, що ці масиви були ядром початку горотворення. Близько 100 мільйонів років тому в крейдовому періоді, почалось зближення євразійської та африканської плит, в зоні їх субдукції утворились дрібні осколки — мікроплити, одні з яких занурились, а інші піднялись вгору. Такий ланцюг дрібних островів сформував, так звану кордильєру. Уламковий матеріал, який накопичувався впродовж декілька десятків мільйонів років, простягнувся на схід, утворивши флішовий басейн, тобто Мармароський кристалічний масив є частиною древньої кордильєри.
2. Друга гіпотеза доводить, що Мармароський кристалічний масив — це переміщені рештки океанічної кори, які внаслідок зіткнення плит були зім'яті та викинені на поверхню. У крейдовий період на межі зіткнення євразійської та африканської тектонічних плит накопичувалися вапнякові відклади в глибокому океанічному жолобі. Початок горотворення відбувався під час закриття морського басейну, відклади були зім'яті та переміщені на поверхню, а також частково метаморфізовані.  Підтвердженням цієї гіпотези є те що в Мармароському кристалічному масиві є значні родовища поліметалевих руд та золота[4].

### Флора та фауна
Мармароський заповідний масив характеризується своєрідним рослинним покривом, що обумовлено його геологічною будовою. На нижчих рівнях широко поширені мішані листяно-хвойні та листяні ліси. Букові праліси поширені на південних схилах та на багатих кальцієм ґрунтах. Найбільші площі займають мішані угруповання. В холодному кліматі на верхній межі лісу, яка проходить тут на висоті 1600—1700 м, поширені чисті смеречники. Вище розташовані субальпійські та альпійські луки з фрагментами заростей криволісся, здебільшого з гірської сосни. В субальпійському та альпійському поясах зростає кілька рідкісних видів рослин, занесених до Червоної книги України.

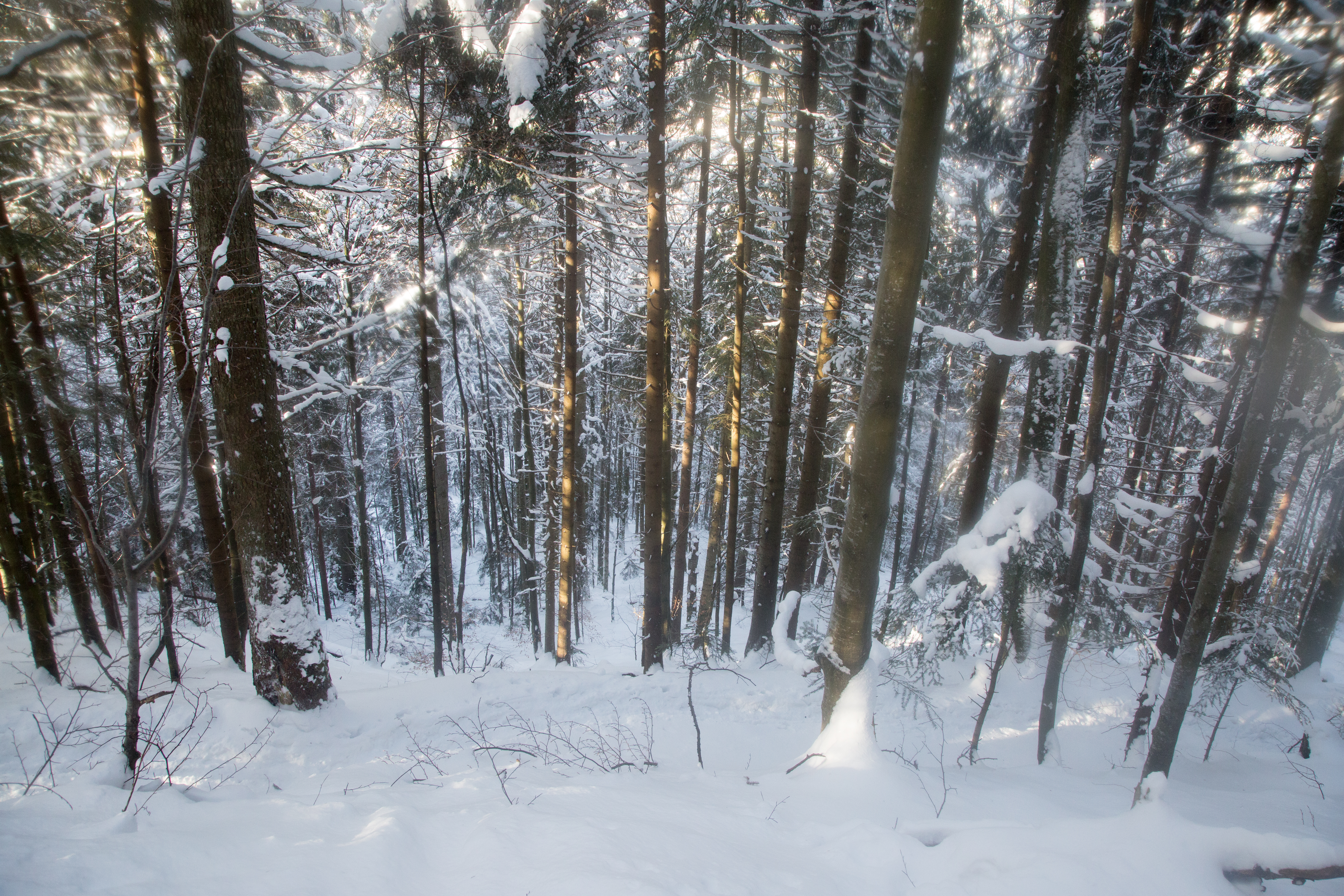
Буково-ялиновий ліс на території Мармарошів

На дні западини природного амфітеатру в межах г. Піп Іван Мармароський розташоване гірське озеро та площа, покрита снігом, який тримається цілий рік і зменшується в розмірах лише влітку. Ці кліматичні умови спричинили формування мохово-лишайникової формації з елементами злаків (тонконіг альпійський) гвоздичних (роговиця роговикова) та ситникових (ожика альпійська). Вони зростають на краях формації, де сніг влітку зникає. Східна частина схилу гори покрита численними скелями на яких зростають рідкісні види: первоцвіт дрібний, фіалка двоквіткова, тонконіг середній, аспленій зелений; та ярами, які заросли сосною гірською та рододендроном карпатським. Також тут представлені типові чорничники та угруповання ситнику трироздільного, де він виступає моно домінатом і створює пустинні ділянки луків. Це викликане великою кислотністю та кам'янистістю ґрунту. На схилах із західною експозицією ситникові поступається місцем сфагнуму, де він утворює суцільні зарості із рододендроном карпатським та ісландським лишайником.

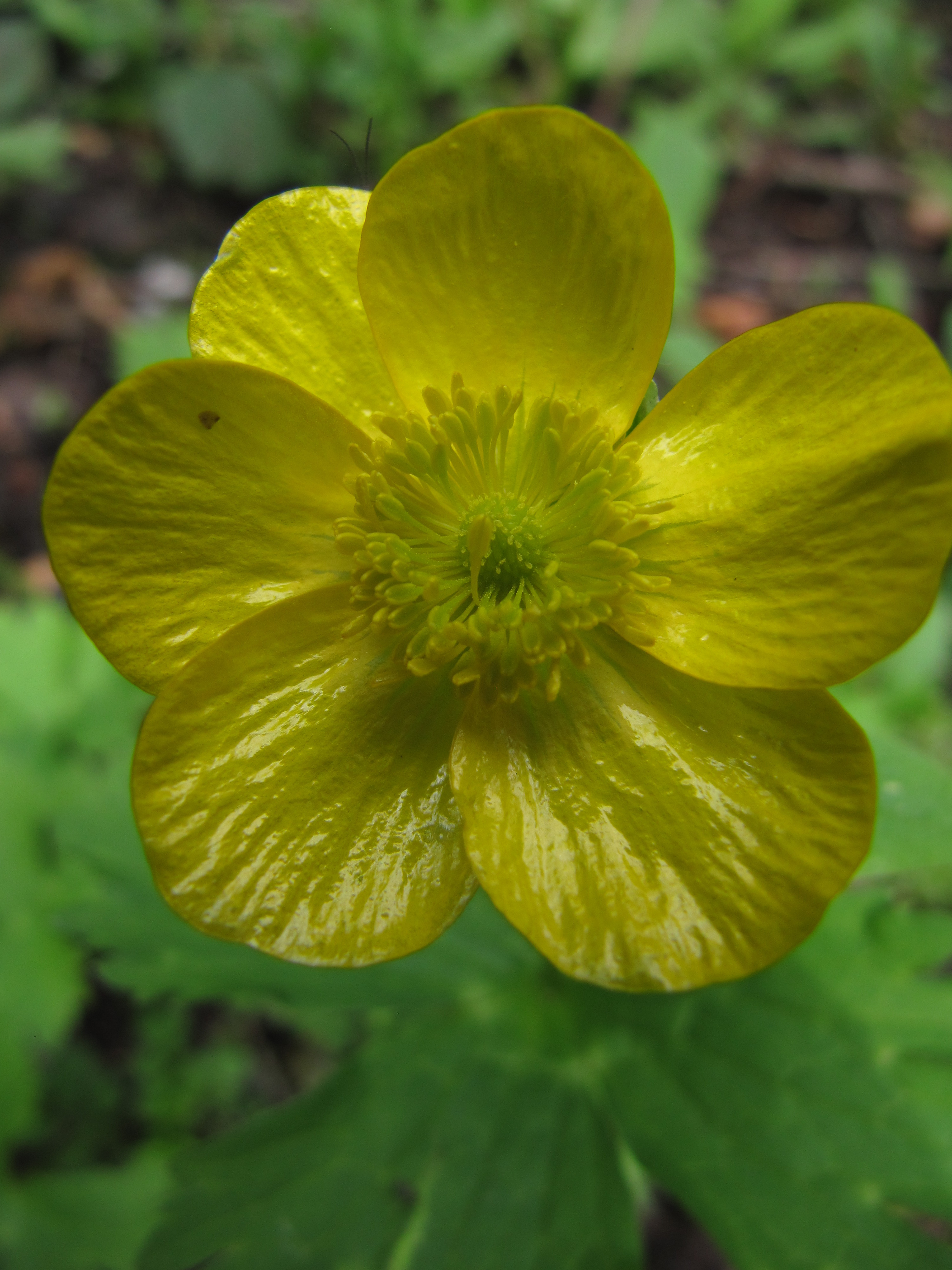
Жовтець Карпатський у долині Білого Потоку

У межах Мармароського масиву КБЗ обліковано 43 лісові рослинні асоціації, з яких 13 занесені до Зеленої книги України, що складає понад 30 % від загальної їх кількості. Більшість рідкісних фітоценозів мають статус «перебувають під загрозою зникнення» та «рідкісні». Переважна більшість асоціацій характеризується незначною кількістю місцезростань, а угруповання яворово-буковий ліс ведмежоцибулевий і буковий ліс тисовий перелісковий                представлені лише одним осередком. У складі раритетних фітоценозів виявлено 53 рідкісні, ендемічні й реліктові види: 
- цибуля ведмежа (черемша)*;
- вітеринка нарцисоквіткова (анемона нарцисоквіткова)*;
- котячі лапки карпатські*;
- беладонна звичайна*;
- гронянка багатороздільна*;
- дзвоники ялицеві;
- дзвоники карпатські*;
- будяк Кернера;
- волошка карпатська;
- шафран Гейфелів*;
- сугайник карпатський;
- підсніжник білосніжний*;
- тирлич безстебловий*;
- тирлич жовтий*;
- тирлич крапчастий*;
- билинець довгорогий*;
- баранець звичайний*;
- звіробій альпійський;
- лілія лісова*;
- місячниця оживаюча (лунарія оживаюча)*;
- плаун річний*;
- страусове перо звичайне;
- кадило карпатське;
- нарцис вузьколистий*;
- гніздівка звичайна*;
- аспленій сколопендровий;
- фітеума Вагнера;
- любка дволиста*;
- первоцвіт дрібний*;
- медунка вузьколиста;
- сон Шерфеля (сон білий)*;
- жовтець карпатський;
- рододендрон східнокарпатський (рододендрон миртолистий)*;
- скополія карніолійська*;
- молодило гірське*;
- смілка сумнівна;
- живокіст серцеподібний;
- тис ягідний (негній-дерево)*[10].

* (зірочкою позначено види, занесені до Червоної книги України).

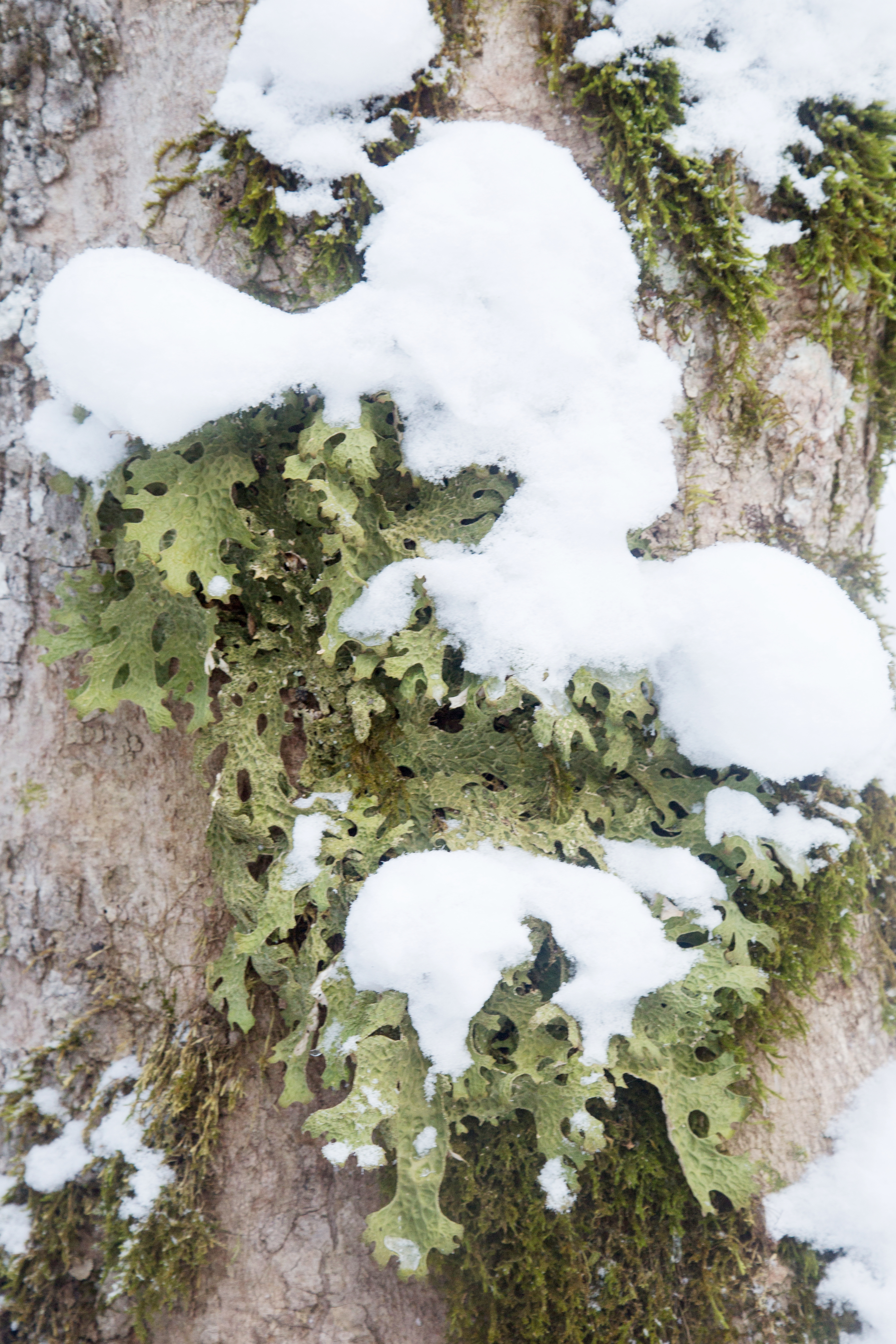
Лобарія легенева на старому яворі

Ендемічними видами, що трапляються на масиві, є живокіст серцеподібний, жовтець карпатський, медунка вузьколиста. Реліктові види: підлісник європейський, цибуля ведмежа, місячниця гірська.
Фауна масиву багато в чому схожа з Чорногорою, але має свої особливості. Завдяки більш скелястому ландшафту високогір'я краще представлені мешканці кам'янистих розсипів — полівка снігова і тинівка альпійська. Тільки тут відмічений сокіл-сапсан, який надає перевагу скелястим ділянкам. З безхребетних трапляються деякі ендемічні види комах.
Види тварин, що охороняються на території Мармароського заповідного масиву
1. Зеленотілка альпійська — Somatochlora alpestris (Selys, 1840). Охоронний статус: Червона книга Українських Карпат, Червоний список Міжнародного союзу охорони природи, категорія: найменша осторога.
2. Турун Фабра — Carabus fabricii (Duftschmid, 1812). Охоронний статус: Червона книга Українських Карпат.
3. Турун золотисто-блискучий Ешера — Carabus auronitens escheri (Palliardi, 1825). Охоронний статус: Червона книга Українських Карпат.
4. Турун Гампея — Carabus hampei (Kuster, 1846). Охоронний статус: Червона книга Українських Карпат.
5. Турун нерегулярно-ямковий — Carabus irregularis (Fabricius, 1792). Охоронний статус: Червона книга Українських Карпат.
6. Лейстус Банінгера — Leistus baenningeri (Roubal, 1926). Охоронний статус: Червона книга Українських Карпат.
7. Дельтомерус карпатський — Deltomerus carpathicus (L.Miller, 1868). Охоронний статус: Червона книга Українських Карпат.Червона книга Українських Карпат
8. Антаксія ялицева — Anthaxia helvetica (Stierlin, 1868). Охоронний статус: Червона книга Українських Карпат.
9. Чорнушка Манто — Erebia manto (Denis & Schiffermuller, 1775). Охоронний статус: Червона книга Українських Карпат, Червона книга України, категорія: рідкісний; список Міжнародного союзу охорони природи, категорія: найменша осторога.